# عمر خیام (دهانه)
عمر خیام نام یکی از دهانه‌های برخوردی بر روی ماه است.
این دهانه کمی در پس لبه شمال غربی ماه و در سمت پنهان ماه واقع شده‌است. دهانه عمر خیام در بخشی از سطح ماه قرار گرفته که گاه به خاطر حرکت نوسانی (لیبراسیون) این کره از کره زمین قابل مشاهده می‌شود و اگر نور کافی وجود داشته باشد در کنار لبه ماه قابل رؤیت است.
قطر دهانه خیام ۱۰۴ متر و مختصات آن ۵۸ درجه شمالی و ۱۰۱٫۲ غربی است.
دهانه خیام در لبه باختری دشت دیواردار بزرگ‌تری به نام پوچوبوت قرار گرفته و کناره شمال غربی دهانه عمر خیام را بخشی از دهانه برخوردی زیگموندی پوشانده است.
بخش خاوری و جنوب خاوری سطح کف دهانه خیام را پوششی از یک دهانه کوچک‌تر و جوان‌تر در بر گرفته و بقیه سطح کفی دهانه خیام توسط شیاری به دو نیم تقسیم شده‌است. این شیار به لبه بیرونی سمت غربی دهانه خیام ختم می‌شود. این بخش‌ها و شیارها به دهانه خیام ظاهری چندبرخوردی بخشیده است.
لبه بیرونی دهانه خیام به شدت فرسایش یافته‌است و در سمت جنوب خاوری‌اش شکاف بزرگی پدید آمده‌است. دهانه‌ای کوچک بخشی از رویه کناره غربی خیام را پوشانده و در کناره‌ها و بخش‌های محیط درونی دهانه خیام دهانک‌های متعدد دیگری دیده می‌شود.
این دهانه به افتخار عمر خیام، ستاره‌شناس، ریاضیدان و شاعر ایرانی سده ۱۱ میلادی نام‌گذاری شده‌است.